# 知多鉄道
知多鉄道（ちたてつどう）は、愛知県下において現在の名鉄河和線に相当する路線を敷設・運営した鉄道事業者である。
本項では、事業者としての知多鉄道のほか、同社が敷設・運営した鉄道路線（「知多鉄道線」と記す）についても詳述する。

## 概要
愛知電気鉄道常滑線（現・名鉄常滑線）の太田川を起点駅として、愛知県南西部の知多半島東岸の中心都市である半田町を経由し、半島南部の河和に至る路線を敷設・運営するため、1926年（大正15年）11月に設立された事業者である。1931年（昭和6年）4月に第一期開業区間として太田川 - 成岩間が開通し、1935年（昭和10年）8月には河和までの全線が開通した。
知多鉄道は開業当初より路線運営を愛知電気鉄道（愛電）へ委託しており、愛電と名岐鉄道との合併による現・名古屋鉄道（名鉄）成立後は、知多鉄道線の運営は名鉄によって行われた。その後、太平洋戦争の激化に伴う戦時体制への移行により、陸上交通事業調整法を背景とした地域交通統合の時流に沿う形で、1943年（昭和18年）2月に知多鉄道は名鉄へ吸収合併され、保有路線・車両は名鉄へ継承された。

## 歴史

### 前史
大正年間当時、知多半島東岸より名古屋市中心部への公共交通手段は、鉄道省の運営する武豊線のみであったが、武豊線は列車運行本数の少なさや所要時分が長いことなどから利用者にとって不便な路線であった。そのため、地元住民による請願もあり、愛知電気鉄道（愛電）は1912年（大正元年）12月に、当時建設中であった同社常滑線の尾張横須賀駅より分岐して半田に至る「半田線」の敷設免許を取得、測量に取り掛かると同時に敷設する軌条（レール）の手配を進めた。しかし、同時期の経済不況による愛電本体の業績悪化から半田線は測量を終え境界標を設置した段階で建設が中断された。結局半田線は1915年（大正4年）12月に免許失効を迎え、幻の路線に終わった。
その後、1924年（大正14年）に半田・河和地区の有力者であった小栗四郎・中埜良吉・中埜半左衛門・榊原伊助らによって、知多半島東岸南部の河和に至る知多電気鉄道が計画された。小栗らは愛電側に指導協力を求め、1926年（大正15年）11月に愛電常滑線の太田川より分岐して河和に至る路線の敷設免許が交付されたことを機に発起人集会を開催、資本金は300万円とし、うち100万円を愛電が引き受けることが決定された。翌1927年（昭和2年）10月に会社設立総会を開催し、社名を知多鉄道と変更するとともに、代表取締役社長には当時愛電の社長職にあった藍川清成が就任、愛電の傍系事業者として正式に設立された（社名変更届出は11月24日）。

### 路線建設開始から全線開通まで
1929年（昭和4年）12月より、第一次工区として太田川 - 成岩間の建設が開始された。同時期に発生した世界恐慌の影響により日本国内においても不況が深まり、中途資金調達が困難となった時期もあったものの、愛電による技術・資金両面の援助により工事は順調に進み、1931年（昭和6年）4月に太田川 - 成岩間15.8 kmが暫定開業した。
知多鉄道線は高速運転を目的として、高速運転時の高負荷に耐えうる重軌条や、保安度の高い自動閉塞方式および3位式信号機を採用するなど、高規格の路線として建設された。また、太田川 - 知多半田間14.8 kmについては複線規格とし、保安度向上のほか高頻度の列車運行を可能とした。また、開業に際しては半鋼製車体を採用する2軸ボギー構造の電車を8両導入した。この電車は形式称号を「デハ910形」としたが、これは製造年の1931年（昭和6年）が皇紀2591年に相当することに因み、下2桁の「91」を採って形式称号としたものであった。
直流1,500 V電化・軌間1,067 mm（狭軌）の路線として開業した知多鉄道線は、当初より愛電常滑線と相互直通運転を行い、知多半田から愛電の名古屋市内における拠点駅である神宮前までを最速35分で結び、従来知多半島東岸における唯一の公共交通機関であった武豊線が半田 - 熱田間に1時間半を要していたのと比較して大幅な所要時分短縮を実現した。さらに知多半田 - 神宮前間の運賃を、武豊線の半田 - 熱田間と同額に設定したこともあり、知多鉄道線は武豊線に代わって半田地区における主たる公共交通手段として定着した。また前述の通り、知多鉄道線の運営は愛電に委託され、実質的に愛電の一路線として愛電との連絡運輸を緊密に行った。
翌1932年（昭和7年）7月には成岩 - 河和口間10.0 kmが延伸開業した。同時期には鉄道省によって武豊線武豊駅から南知多方面への乗合バスの運行が計画された。そのため、知多鉄道は対抗策として列車増発のほか、1933年（昭和8年）7月に農学校前・南成岩・浦島の3駅を開業し半田地区における利便性を向上させた。さらに知多半島一円において乗合バス事業を展開した知多自動車（現・知多乗合）の発行株式の過半を取得して子会社化するなど対抗手段を講じた結果、鉄道省による乗合バス運行計画は撤回されるに至った。
河和口以南は用地買収の遅れから建設が停滞し、約3年後の1935年（昭和10年）8月に河和口 - 河和間3.0 kmが延伸開業し、全線が開通した。河和より先、知多半島を横断して半島西岸の知多郡内海町に至る路線延伸計画も検討されたが、こちらは具現化することなく終わった。

### 全線開通後
知多鉄道線の開業により、知多半島東岸の各地区における対名古屋方面への移動の利便性が大幅に向上したほか、南知多地区における観光開発が進捗することとなった。特に河和周辺をはじめとして各地に点在する海水浴場は、名古屋地区からの手軽なレジャースポットとして注目され、夏季の海水浴客輸送需要が年々増大した。また愛知商船（現・名鉄海上観光船）と連携して河和港を拠点とした日間賀島・篠島および伊勢志摩方面への観光ルートを確立するなど、知多鉄道線は都市間輸送路線のほか観光路線としての機能も担った。
1935年（昭和10年）8月に知多鉄道の親会社である愛電は名岐鉄道と対等合併し、現・名古屋鉄道（名鉄）が成立した。この結果、知多鉄道は名鉄の傘下事業者となり、従来愛電に委託された知多鉄道線の運営は名鉄へそのまま継承された。
その後、1941年（昭和16年）に勃発した太平洋戦争の激化に伴う戦時体制への移行により、日本国内においては各種資材や燃料などの統制強化とともに、陸上交通事業調整法を背景とした地域交通事業者の統合が行政より事実上強制されるようになった。知多鉄道の親会社である名鉄はそのような時流に沿う形で自社路線に隣接する鉄道事業者の統合を進め、知多鉄道は1943年（昭和18年）2月1日付で名鉄へ吸収合併された。合併比率は名鉄10に対して知多7.5とされ、従業員は待遇・報酬とも知多鉄道在籍当時の条件のまま名鉄へ転籍したほか、保有路線および保有車両も全て名鉄へ継承された。
なお、知多鉄道線は名鉄へ継承された当初「知多線」と称されたが、戦後の1948年（昭和23年）5月に路線名称を「河和線」と改称した。

### 年表

知多鉄道路線図

- 1926年（大正15年）11月20日 - 知多電気鉄道に対し鉄道免許状下付（知多郡横須賀町・同郡河和町間）[24][25]。
- 1927年（昭和2年）
  - 10月14日 - 会社設立。資本金300万円、社長藍川清成[2]。
  - 11月24日 - 知多鉄道に社名変更届出[19]。
- 1931年（昭和6年）4月1日 - 太田川・成岩間 (15.8 km) 開業（旅客運輸）[26]。
- 1932年（昭和7年）
  - 7月1日 - 成岩・河和口間 (10.0 km) 開業（旅客運輸）[27]。
  - 9月21日 - 鉄道免許状下付（知多郡武豊町地内）[28]。
- 1933年（昭和8年）
  - 7月10日 - 半田口・知多半田間に農学校前駅、成岩・上ゲ間に南成岩駅、知多武豊・富貴間に浦島駅開業。
  - 10月1日 - 貨物運輸開始（成岩・河和口間）[29]
- 1935年（昭和10年）8月1日 - 河和口・河和間 (3.0 km) が開業し全通[30]。
- 1943年（昭和18年）2月1日 - 名古屋鉄道に吸収合併[6]。路線名称は「知多線」となる[23]。
- 1948年（昭和23年）5月16日 - 路線名称を「河和線」と改称[23]。

名鉄合併後の知多鉄道線の動向については名鉄河和線#年表を参照

## 運行ダイヤ
1934年（昭和9年）12月当時のダイヤにおいては、特急が1日1往復設定され、急行が7 - 22時台まで上下とも60分間隔で運行、その間に普通列車が設定された。特急は知多半田 - 神宮前間27.3 kmを27分（表定速度60.7 km/h）、急行は同区間を32分（表定速度51.2 km/h）で結び、開業当初の所要時分（特急30分・急行35分）と比較して2 - 3分の時間短縮が図られている。急行は1940年（昭和15年）9月時点では同区間の所要時分が30分とさらに短縮され、表定速度は54.6 km/hに向上した。
その他、1932年（昭和7年）から1936年（昭和11年）にかけて、神宮前 - 河和間に臨時の海水浴特急「ちどり」が夏季限定で運行された。同列車にはデハ910形の2両編成を充当、運行時には専用のイラスト入りヘッドマークが前頭部に掲出され、神宮前 - 河和間41.3 kmを44分で結んだ。

## 保有車両
2形式合計11両の電車を保有した。いずれも制御電動車として設計・製造されたが、うち3両は落成直前に制御車に設計変更されて竣功した。
- デハ910形 - 開業に際してデハ910 - デハ914・デハ916 - デハ918の8両が1931年（昭和6年）に新製された[11]。愛電の車両番号付与基準に準拠し、初番を0として末尾5は当初より欠番とされた[11]。1941年（昭和16年）1月に実施された形式称号改定にて記号を愛電流の「デハ」から名鉄流の「モ」へ改め、同時に車両番号のゼロ起番を廃止してモ910形911 - 918となり[33]、名鉄継承後は原形式・原番号のまま運用された[31]。
- ク950形 - 1942年（昭和17年）にク951 - ク953の3両が新製された[32]。ク950形は当初より車種記号「ク」や車両番号のゼロ起番廃止など[32]、記号番号の付与基準が名鉄流に改められている。同時期に名鉄が発注したモ3500形と同一設計の車体を備え、当初は制御電動車モ950形として発注されたものの[32]、名鉄モ3500形と同じく太平洋戦争激化に伴う民間向け物資の不足により電装品が調達できなかったことから暫定的に制御車として導入された[32]。名鉄への継承に際してはモ910形同様に改番などは行われず、原形式・原番号のまま運用された[34]。

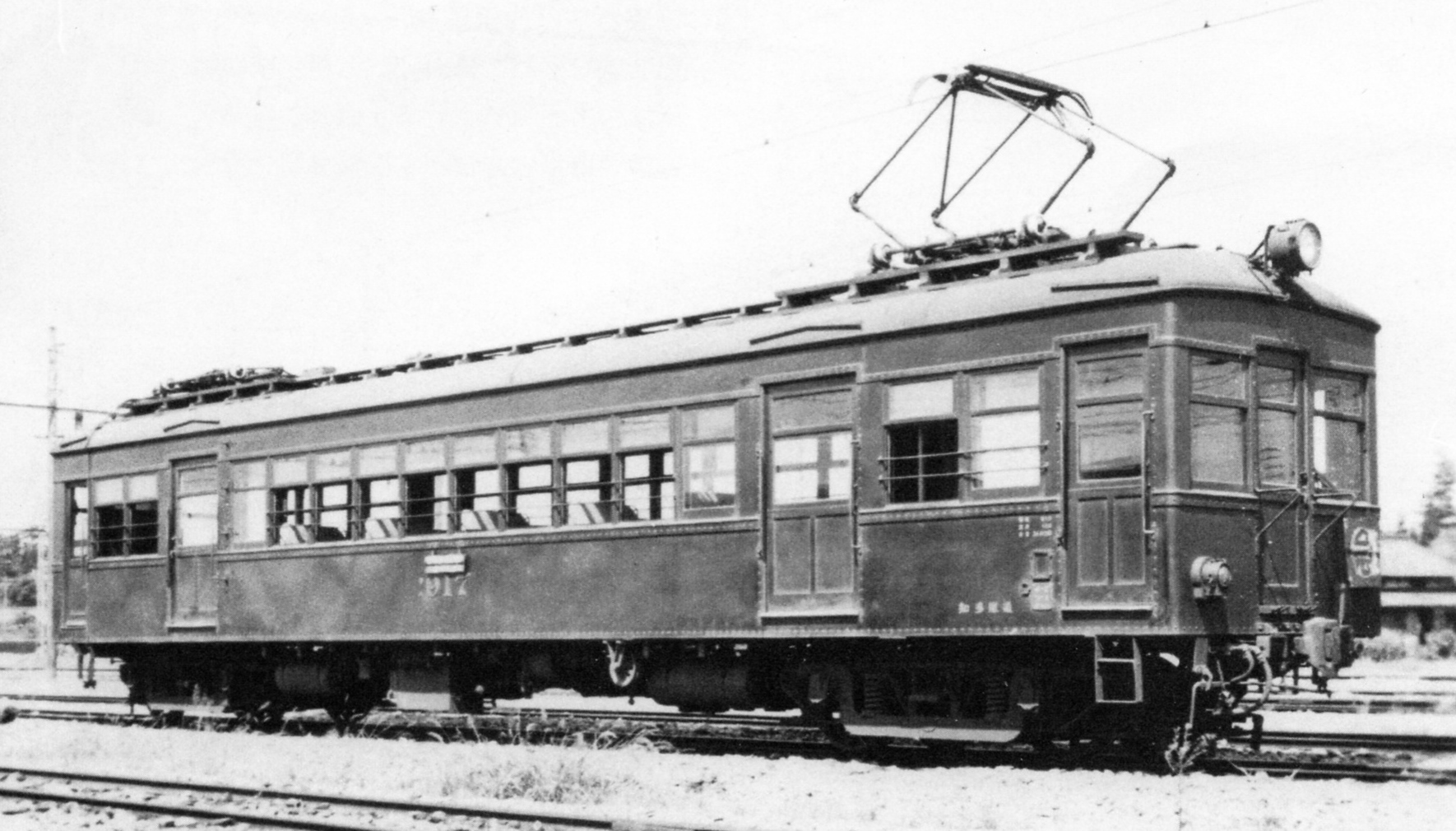
デハ910形
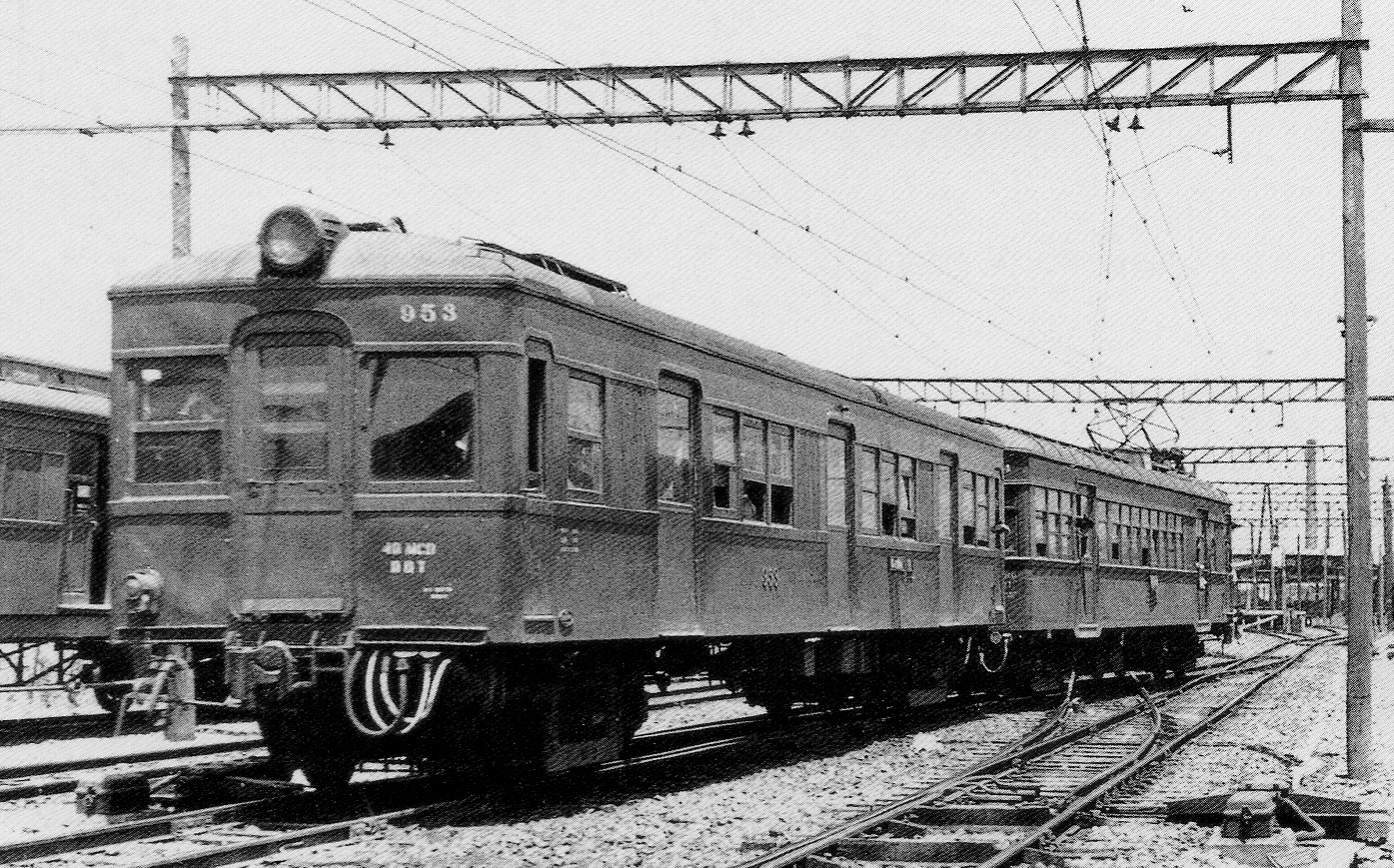
ク950形

## 駅一覧
- 全駅愛知県知多郡に所在。
- 1936年（昭和11年）ダイヤ改正時点[35]。
- 普通は全駅停車（表中省略）。

凡例
●：停車、△：一部停車、｜：通過
| 駅名       | 駅間 キロ | 営業 キロ | 急行 | 特急 | 接続路線                 | 所在地   |
| ---------- | --------- | --------- | ---- | ---- | ------------------------ | -------- |
| 太田川駅   | -         | 0.0       | ●    | ●    | 名古屋鉄道：常滑線       | 横須賀町 |
| 高横須賀駅 | 1.3       | 1.3       | ｜   | ｜   |                          | 横須賀町 |
| 加木屋駅   | 2.1       | 3.4       | ｜   | ｜   |                          | 横須賀町 |
| 南加木屋駅 | 0.7       | 4.1       | ｜   | ｜   |                          | 横須賀町 |
| 八幡新田駅 | 1.8       | 5.9       | ｜   | ｜   |                          | 横須賀町 |
| 知多白沢駅 | 2.0       | 7.9       | ｜   | ｜   |                          | 阿久比村 |
| 坂部駅     | 1.6       | 9.5       | ｜   | ｜   |                          | 阿久比村 |
| 椋岡駅     | 1.7       | 11.2      | ｜   | ｜   |                          | 阿久比村 |
| 植大駅     | 1.0       | 12.2      | ｜   | ｜   |                          | 阿久比村 |
| 半田口駅   | 1.0       | 13.2      | ●    | ｜   |                          | 半田町   |
| 農学校前駅 | 0.8       | 14.0      | ●    | ｜   |                          | 半田町   |
| 知多半田駅 | 0.8       | 14.8      | ●    | ●    | 鉄道省：武豊線（半田駅） | 半田町   |
| 成岩駅     | 1.0       | 15.8      | ●    | ｜   |                          | 成岩町   |
| 南成岩駅   | 1.0       | 16.8      | ●    | ｜   |                          | 成岩町   |
| 上ゲ駅     | 2.2       | 19.0      | ｜   | ｜   |                          | 武豊町   |
| 知多武豊駅 | 0.8       | 19.8      | ●    | ●    | 鉄道省：武豊線（武豊駅） | 武豊町   |
| 浦島駅     | 1.6       | 21.4      | △    | ｜   |                          | 富貴村   |
| 富貴駅     | 0.9       | 22.3      | ●    | ｜   |                          | 富貴村   |
| 四海波駅   | 1.4       | 23.7      | ｜   | ｜   |                          | 河和町   |
| 布土駅     | 1.4       | 25.1      | △    | ｜   |                          | 河和町   |
| 河和口駅   | 0.7       | 25.8      | ●    | ●    |                          | 河和町   |
| 時志駅     | 0.5       | 26.3      | △    | ｜   |                          | 河和町   |
| 河和駅     | 3.0       | 28.8      | ●    | ●    |                          | 河和町   |